# Guerras húngaro-otomanas
Las Guerras húngaro-otomanas se refieren a una serie de batallas entre el Imperio Otomano y el Reino de Hungría. Después de la guerra civil bizantina, la captura otomana de Galípoli y la decisiva batalla de Kosovo, el Imperio Otomano parecía estar preparado para conquistar los Balcanes. Sin embargo, la invasión otomana de Serbia llevó a Hungría a la guerra contra los otomanos, los cuales compitieron por el vasallaje de los estados balcánicos de los territorios actuales de Serbia, Bulgaria, Valaquia y Moldavia.
El primer éxito de Hungría culminó con la Cruzada de Varna. Los húngaros fueron derrotados a pesar de no contar con un apoyo exterior significativo. No obstante, los otomanos sufrieron una derrota en Belgrado después de la conquista de Constantinopla. En particular, fue Vlad el Empalador, quien con ayuda limitada de Hungría, resistió el dominio otomano hasta que estos fueron capaces de sustituirlo por su hermano, un hombre menos temido. El éxito otomano se detuvo en Moldavia debido a la intervención de Hungría, pero los otomanos salieron triunfantes al final cuando Moldavia y luego Belgrado cayeron ante Bayaceto II y Solimán el Magnífico, respectivamente. En 1526, la victoria decisiva en Mohács por parte de los otomanos terminó con la muerte del rey Luis II de Hungría, junto a cerca de 14.000 de sus soldados. Tras esta derrota, la región oriental del Reino de Hungría (principalmente Transilvania) quedó como un estado tributario otomano, siempre en guerra civil con la Hungría Real. La guerra continuó con los Habsburgo, quienes sostenían la primacía sobre el conflicto con Solimán y sus sucesores. Las partes norte y oeste de Hungría lograron mantenerse libres de la dominación otomana, pero el Reino de Hungría, el estado más poderoso al este de Viena, bajo Matías I, se dividió y continuó en constante guerra con los turcos.

## Antecedentes
Un siglo después de la muerte de Osmán I, el Imperio otomano comenzó a extenderse por el Mediterráneo Oriental y los Balcanes. La victoria turca en la batalla de Kosovo en 1389, marcó el fin del poder serbio en la región, allanando el camino para la expansión otomana en el resto de Europa.
Se cree que la batalla de Nicópolis fue el primer encuentro importante entre Hungría y el Imperio otomano, donde los primeros fueron derrotados junto a una amplia alianza de monarcas cristianos y la Orden de Malta por un ejército turco numéricamente superior, en parte por la asistencia de su nuevo vasallo, el Despotado de Serbia.

## Guerras turcas y balcánicas de Luis el Grande
En 1344, Luis I de Hungría, más conocido como Luis "El grande" quien gobernó entre 1342 y 1382, invadió Valaquia y Moldavia, convirtiéndolos en vasallos. Con su ejército de 82.000 hombres, además, repelió a los ejércitos serbios de Stefan Uroš IV Dušan en los ducados de Mačva y el principado de Travunia en 1349. Cuando el zar Dušan irrumpió en territorio bosnio, fue derrotado por el Ban Stjepan II con la ayuda de las tropas del rey Luis I, para luego ser derrotado de manera decisiva por este en 1354. Seguido de ello, ambos monarcas firmaron un acuerdo de paz en 1355.
Sus campañas posteriores en los Balcanes no se dirigieron tanto hacia la conquista y el sometimiento, sino al acercamiento de los serbios, bosnios, búlgaros y valacos a la fe católica y a la formación de un frente unido contra la amenaza turca. Fue relativamente fácil someter por las armas a los países ortodoxos de los Balcanes, pero convertirlos a la fe católica no lo fue tanto. A pesar de los esfuerzos del rey Luis, los habitantes de los Balcanes permanecieron fieles a la iglesia ortodoxa de oriente y su actitud hacia Hungría siguió siendo ambigua. Luis I anexó Moldavia en 1352 y estableció un principado vasallo allí. En la primavera de 1365, encabezó una campaña contra el búlgaro Zarato de Vidin y su gobernante Iván Sracimir. Tomó la ciudad de Vidin el 2 de mayo de 1365; la región estuvo bajo el dominio húngaro hasta 1369.
Los gobernantes de Serbia, Valaquia, Moldavia y Bulgaria se convirtieron en sus vasallos. Sin embargo, consideraban a Hungría una potencial amenaza para su identidad nacional. Por esta razón, Hungría no podía considerar a los serbios y valacos como aliados confiables en sus posteriores guerras contra los turcos.[cita requerida]
En 1366 el emperador bizantino Juan V visitó Hungría para pedir ayuda contra el Imperio otomano, que estaba en un creciente conflicto contra sus estados vasallos en los Balcanes. Ese mismo año, Luis I derrotó a los turcos cuando el ejército húngaro y el otomano se enfrentaron por primera vez en la historia en Nicópolis en 1366. La Capilla de Hungría en la catedral de Aquisgrán fue construida para conmemorar tal victoria. Volvería a derrotar al ejército turco en Valaquia en 1374.

## Tamerlán y el interregno otomano
A pesar de sus éxitos, los otomanos tendrían que empezar otra vez casi desde cero cuando en 1402, Timur el Cojo derrotó y capturó al sultán otomano Bayaceto el Rayo (llamado así por la velocidad de su aplastante victoria contra sus oponentes cristianos, sobre todo en Nicópolis) en Ankara. Después de una década de cruentas batallas, Mehmed I emergió victorioso y restableció el imperio, aunque bajo la soberanía del Imperio bizantino.

## Campañas de Murad II, 1421-1451
Murad II, sucesor de Mehmed I, resultó ser un hombre de habilidades militares mucho mayores que las de su pacífico predecesor, cuya apreciación de la ayuda bizantina incluso le hizo llegar tan lejos como para aceptar al emperador bizantino como su soberano. En 1422 Murad II, renegando de su vasallaje al Imperio bizantino atacó Constantinopla, sin embargo, los defensores bizantinos ganaron la batalla. Los bizantinos contemporáneos y la tradición otomana atribuyen la salvación de Constantinopla a una intervención milagrosa de la Virgen María.
Al dejar fuera de combate a la amenaza bizantina, Murad II inició su guerra santa contra sus adversarios cristianos, atacando Macedonia y conquistando Tesalónica a los venecianos en 1430. Entre 1435 y 1436, los otomanos hicieron una demostración de fuerza en Albania, pero el país sobrevivió gracias al apoyo del Reino de Hungría, cuyas fronteras ahora se acercaban a las del Imperio otomano y requerían su atención.

## Campañas de Juan Hunyadi
En las décadas de 1440 y 1450, el líder militar húngaro Juan Hunyadi se convirtió en el arquitecto clave de las campañas contra el Imperio Otomano. En 1441 obtuvo una victoria en la batalla de Semendria sobre Ishak Bey. Al año siguiente, aniquiló una fuerza otomana que invadió Transilvania en Sibiu. Después de esta victoria, Valaquia aceptó nuevamente la soberanía del Reino de Hungría. Con la ayuda de caballeros de Europa occidental, Hunyadi logró capturar Niš el 3 de noviembre de 1443, derrotando a otro ejército turco mientras cruzaban las montañas de los Balcanes y luego obtenía otra victoria el día de Navidad. Debido a que los suministros para el ejército cruzado eran bajos, Hunyadi concluyó un tratado de paz de diez años con Murad II, presumiblemente en los términos de Hunyadi, ya que fue el húngaro triunfante que entró en Buda en febrero de 1444. Diez años fue el tiempo máximo permitido por la ley islámica para un tratado con un "infiel". La paz duró poco, ya que el cardenal Julián Cesarini incitó a los húngaros a romper el tratado y atacar a los turcos una vez más. Sin embargo, gran parte de la fuerza de los ejércitos cruzados se había reducido debido a la pérdida (por deserción) de Serbia, Albania y el Imperio bizantino.

### Batalla de Varna
El ejército cruzado atacó a través del Danubio. Se dice que Murad, al enterarse de la violación cristiana del tratado, alzó a los cielos el tratado roto y dijo las palabras: "Cristo, si eres Dios como dicen tus seguidores, castígalos por su perfidia". Los dos ejércitos se enfrentaron el 10 de noviembre de 1444 cerca de Varna, en el este de Bulgaria. Las cuentas varían en cuanto a cuántas tropas estaban presentes, pero los cruzados pueden haber sido 30,000, mientras que las fuerzas otomanas eran dos o tres veces más grandes. No obstante, los exitosos vagones de defensa de Hunyadi mantuvieron la línea hasta que el rey Ladislao condujo una carga contra las líneas turcas y encontró la muerte. Su cabeza fue puesta en una lanza donde todos los cruzados derrotados pudieran verla. Pocos cruzados sobrevivieron a la batalla, aunque Hunyadi escapó con vida.

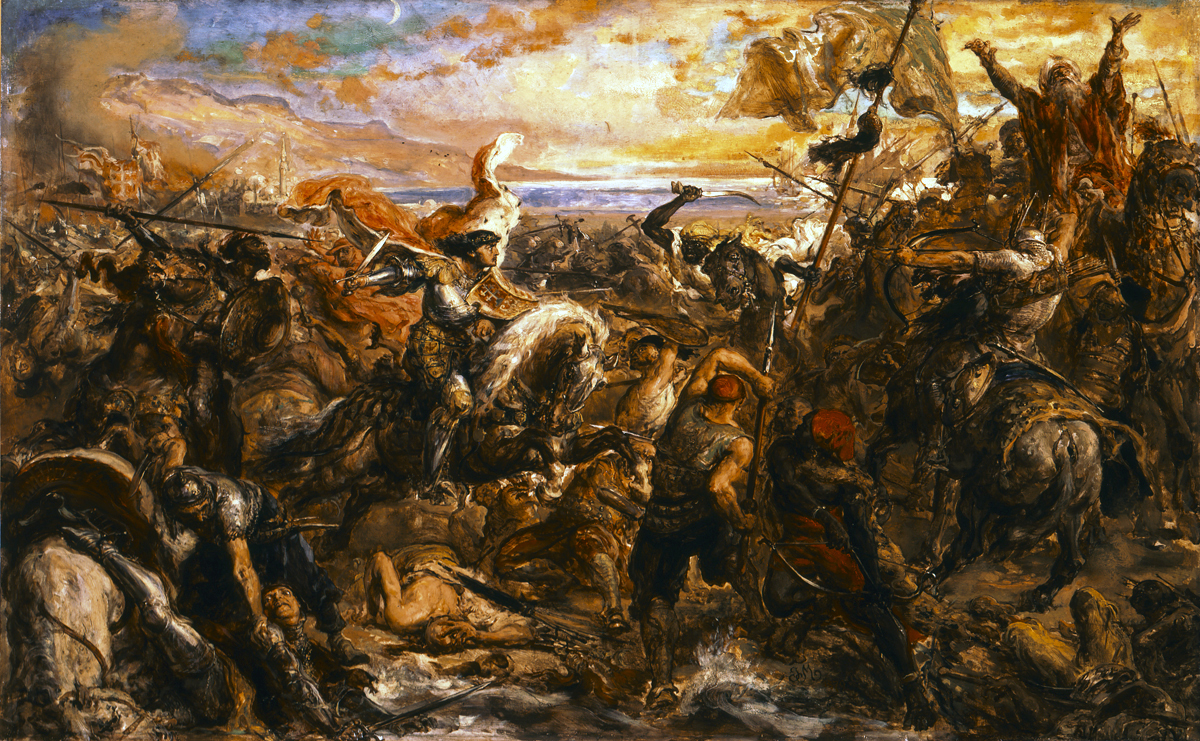
Batalla de Varna

### Después de Varna
Los húngaros recuperaron su fuerza después de Varna y Hunyadi fue capaz de liderar otra expedición por el Danubio. Los contraataques turcos hicieron retroceder esta cruzada. Después que Murad se encargara de los griegos en el Peloponeso y otros que lo habían combatido en Varna, volvió su atención a Albania, cuyo líder, una vez rehén otomano, ahora dirigía la resistencia popular. Hunyadi no podía rechazar una oferta de luchar contra los turcos y en 1448 un ejército de unos 24. 000 hombres marchó hacia el sur de Serbia. En la segunda batalla de Kosovo, Murad consiguió otra victoria contra los húngaros. Esta vez, Hunyadi había tenido suficiente y no pudo hacer otra campaña contra el sultán otomano. Murad II transmitió sus poderes a su sucesor Mehmed II. Gracias a estas victorias, las fuerzas otomanas fueron capaces de capturar Constantinopla en 1453 con solo los italianos ofreciendo su apoyo mínimo a los bizantinos.

### Batalla de Belgrado (1456)
Mientras tanto, la cuestión otomana se había vuelto a agudizar y, después de la caída de Constantinopla en 1453, parecía natural que el sultán Mehmed II fuera reuniendo sus recursos para someter a Hungría. Su objetivo inmediato era Nándorfehérvár (hoy Belgrado). Nándorfehérvár fue un importante castillo-fortaleza y un guardián del sur de Hungría. La caída de esta fortaleza le habría abierto un camino claro para el corazón de Europa Central. Hunyadi llegó al sitio de Belgrado a finales de 1455, después de zanjar diferencias con sus enemigos internos. Por su propia cuenta, repuso los suministros y armas de la fortaleza, dejando en ella una fuerte guarnición al mando de su hermano Miguel Szilágyi y su propio hijo mayor Lazlo Hunyadi. Procedió a formar un ejército de socorro, y reunió una flota de doscientos barcos. Su principal aliado era el franciscano fray Juan Capistrano, cuya oratoria atrajo una gran cruzada hecha en su mayoría por campesinos. Aunque relativamente mal armados (la mayoría estaban armados con equipo de granja, tales como hoz y rastrillo) acudieron en masa en apoyo de Hunyadi y su pequeño cuerpo de experimentados mercenarios y caballería.
El 14 de julio de 1456 la flotilla reunida por Hunyadi destruyó la flota otomana. El 21 de julio, las fuerzas de Szilágyi en la fortaleza repelieron un asalto feroz por el ejército de Rumelia, y Hunyadi persiguió a las fuerzas en retirada hasta su campamento, aprovechando la retirada confusa del ejército turco de la ciudad. Después de duros pero breves combates, el campamento fue capturado, y Mehmed levantó el sitio y regresó a Constantinopla. Con su retirada se inició un periodo de 70 años de relativa paz en la frontera sureste de Hungría.
Sin embargo, la plaga se desató en el campamento de Hunyadi tres semanas después de que se levantara el estado de sitio, y este murió el 11 de agosto, siendo sepultado dentro de la catedral católica de Alba Iulia (Gyulafehérvár), junto a su hermano menor Juan. El sultán Mehmed II le rindió homenaje: "A pesar de que era mi enemigo siento dolor por su muerte, porque el mundo nunca ha visto a un hombre tan grande y honrado".
Durante la batalla, el papa Calixto III había ordenado a las campanas de todas las iglesias de Europa que sonaran todos los días al mediodía, como un llamado a los creyentes a orar por los defensores de Belgrado. Sin embargo, en muchos países (como Inglaterra y los reinos españoles) la noticia de la victoria llegó antes de la orden, y el repique de las campanas de la iglesia al mediodía se transformó así en una conmemoración de la victoria. El papa nunca retiró la orden, y muchas iglesias protestantes y católicas todavía tocan la campaña del mediodía de este día.[cita requerida]

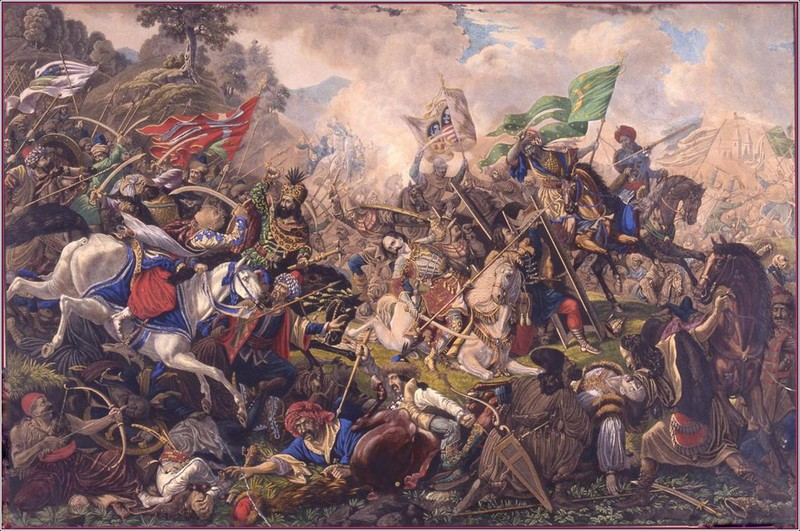
Batalla de Breadfield

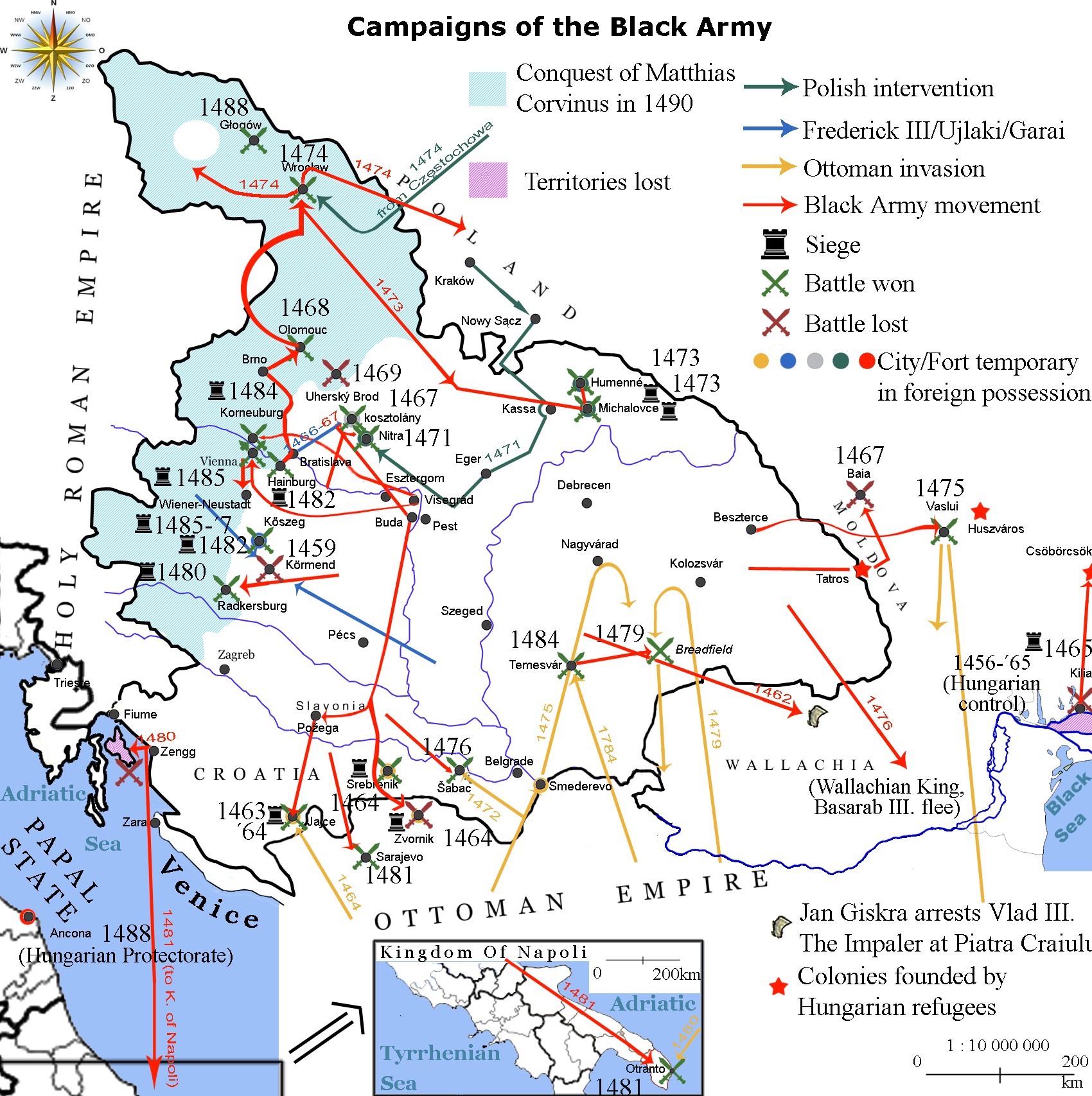
Las acciones militares de Matías Corvino y el Ejército Negro

## Campañas de Matías Corvino
El hijo de Hunyadi, Matías Corvino, fue coronado rey en Buda en 1458 a la edad de 15 años. En 1471, Matías renovó el Despotado de Serbia en el sur de Hungría a título de Vuk Grgurević para la protección de las fronteras contra los otomanos. En 1479, un ejército otomano en su regreso a casa después de asolar Transilvania fue aniquilado en Szászváros (moderno Orăștie, el 13 de octubre de 1479) en la Batalla de Breadfield. Al año siguiente, Matías recapturó Jajce, expulsó a los otomanos del norte de Serbia e instituyó dos nuevos Banatos militares, Jajce y Srebernik, desde el territorio reconquistado de Bosnia.
En 1480 una flota otomana se apoderó de Otranto en el Reino de Nápoles. En la solicitud arras del Papa, Matías envió al general húngaro, Balázs Magyar, para recuperar la fortaleza, que se rindió el 10 de mayo de 1481 . De nuevo en 1488, Matías tomó Ancona bajo su protección por un tiempo, ocupándola con una guarnición húngara.

### Guerras en Moldavia y Valaquia

#### Vlad el Empalador y la guerra con Valaquia (1456-1475)
Los problemas post-Constantinopla de Mehmed II se intensificaron aún más cuando el Principado de Valaquia gobernado por el conde Vlad III se rebeló contra el Imperio Otomano y declaró al rey de Hungría como su soberano. La principal unidad de estas acciones fue el regreso de Vlad a su patria después de haber estado en el exilio como rehén del sultán otomano. En 1461, cinco años después de su regreso, Vlad inició la guerra con los turcos cuando empaló a los embajadores turcos que exigían tributo de él y tomó la fortaleza de Giurgiu. Vlad entonces comenzó un asalto sangriento a través del Danubio hasta el mar Negro, destruyó la mayor cantidad de puertos que pudo para evitar ataques navales otomanos. El intento otomano de someter militarmente a Vlad resultó ser un fracaso, pero su crueldad, que había aterrorizado a sus enemigos, resultó ser su perdición. Cuando Mehmed ofreció al pueblo la elección de Vlad o su hermano Radu el Hermoso, el pueblo eligió a Radu y pronto Vlad fue a un exilio en la carrera. Un intento de regresar unos años después terminó en su muerte en la batalla.

#### Esteban el Grande y la guerra contra Moldavia
El ejército de Mehmed después de la derrota de Valaquia comenzó la campaña contra los moldavos, aunque resultó ser más corta, arrojó resultados más pobres. En 1475 Mehmed ordenó la invasión de Moldavia. Una vez más, los otomanos a menudo tomaron posesión del campo pero la táctica moldava de pega y corre resultó eficaz contra los turcos. Las malas carreteras desaceleraron aún más a los otomanos hasta que Esteban III de Moldavia fue capaz de concentrar sus fuerzas en Vaslui. Una ofensiva otomana se llevó a cabo y los tuvieron bajo control, y finalmente los expulsaron del campo el 10 de enero de 1475.
Los otomanos regresaron en 1476, esta vez ayudados por sus aliados de Crimea, y su vasallo recién conquistado de Valaquia. Esteban sabía que no contaba con los recursos para defender su pueblo y los evacuó a las montañas. Después de un fallido atentado contra la vanguardia otomana, Esteban parecía al borde de la derrota, cuando el rey Matías Corvino de Hungría ofreció su asistencia. Los otomanos se retiraron cuando los húngaros comenzaron a avanzar por el territorio y los combates no se reanudaron hasta 1484.

### Bayaceto II (1481-1512)
El temprano reinado de Bayaceto II incluyó una pequeña guerra civil con su hermano Jem, que escapó al oeste. Hay líderes europeos con ideas entretenidas de instalar un sultán pro-occidental, mientras se realiza el envío de una cruzada a los Balcanes. En consecuencia, Bayaceto no incitó ninguna guerra seria con sus oponentes cristianos hasta la muerte de su hermano en 1495. Mientras tanto, Bayaceto firmó una paz por diez años con Hungría en 1484, aunque esto no impidió la derrota de un ejército otomano en Villach en 1493. Entre 1484 y 1486, Bayaceto lanzó campañas anuales contra Moldavia en un intento de someterla y establecer vínculos con Crimea, su vasallo musulmán y aliado. A pesar de sus dos derrotas en 1485 y 1486, Moldavia fue subyugada. Como el reinado de Bayaceto llegaba a su fin estaba enredado en una guerra civil entre sus hijos y Ahmed Selim. Finalmente Selim tomó el trono en 1512 y durante los ocho años siguientes continuó conquistas menores en el oeste, aunque su principal logró fue la conquista del Sultanato mameluco. Sería el sucesor de Selim, Solimán quien continuaría la guerra contra Hungría.

## Campañas de Solimán el Magnífico (1520-1566)
Solimán I el Magnífico reanudó la guerra contra Hungría al atacar la ciudad de Belgrado, mismo asedio que había desafiado a Mehmed II, más de medio siglo atrás. A pesar de su fuerte resistencia, la ciudad cayó. En 1522 Solimán llevó a su ejército estratégicamente a un asedio exitoso en Rodas, haciendo que los Caballeros Hospitalarios de Malta evacuaran su fortaleza.

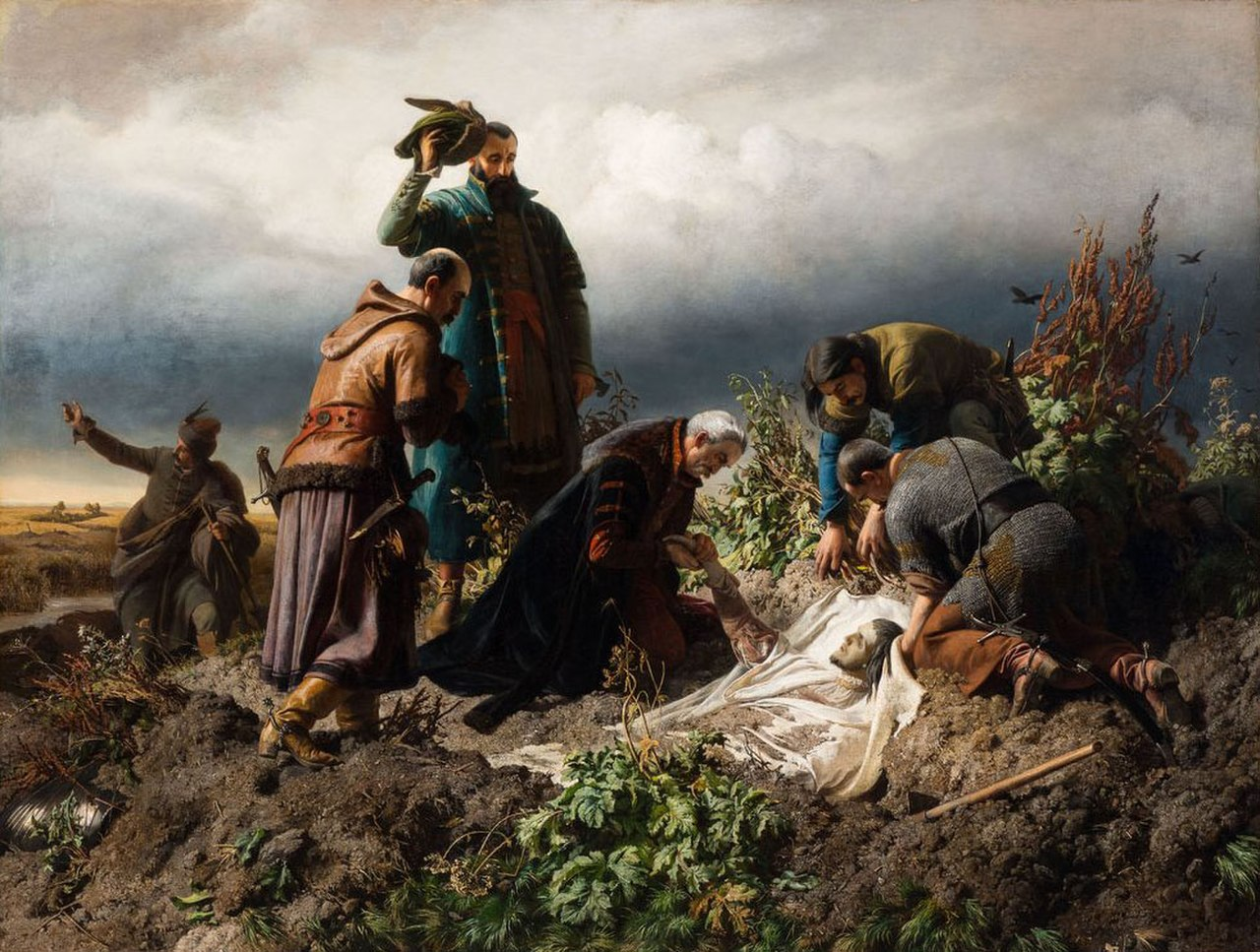
El descubrimiento del cadáver del rey Luis II

### Batalla de Mohács
Cuando Solimán lanzó una invasión en 1526, el gran visir construyó un puente por delante del sultán permitiendo que su ejército marchara en Hungría. A pesar de los ochenta días de marcha y cinco días para cruzar el río Danubio, los otomanos no encontraron resistencia de los húngaros. El plan original del rey húngaro, Luis II de Hungría, había sido enviar una vanguardia para mantener el Danubio, donde se esperaba que los otomanos cruzaran, pero los nobles del reino se negaron a seguir al rey en la batalla, alegando que lo hacían fuera de lealtad celosos al rey (y que por lo tanto no lo seguirían). En consecuencia, cuando el ejército de 26.000 hombres del rey Luis II parecía estar condenado al fracaso contra 100.000 otomanos. En Mohács, las llanuras de Hungría no permitieron a los caballeros cristianos más pesados lanzar una carga efectiva. Como los caballeros húngaros dejaron de lado a los primeros akincis y luego a los cipayos, la caballería otomana se reagrupó y flanqueó a los caballeros. A pesar de ello, el sultán puso sus jenízaros y cañones encadenados como una última línea de defensa. La caballería húngara cayó abatida por la artillería turca, permitiendo que la infantería sufriera importantes bajas. Cuando Solimán el Magnífico encontró el cuerpo de Luis II se dice que le decepcionó saber que no tenía herederos.

### Consecuencias de Mohács
Juan I de Zápolya, conde de Szepes (hoy, Spišské Podhradie) y quien había sido instruido por Luis II para atacar las líneas de suministros del enemigo, llegó a la batalla demasiado tarde y huyó de la escena. La ocupación de Solimán, sin embargo, no había ocupado la totalidad del reino, por lo que, en 1526, mismo año en que el archiduque Fernando I de Habsburgo fuera declarado rey de Hungría en la dieta de Bratislava, Zápolya fue instalado como vaivoda de Transilvania. Finalmente, los nobles supervivientes de Hungría ahora tenían que elegir entre jurar lealtad a un vasallo de Solimán o a un "extranjero" cristiano.

### Tras la muerte de Zápolya
Zápolya gobernó Hungría hasta su muerte en 1540. Después de su desaparición, Hungría se dividió en tres partes. El noroeste (actual Eslovaquia, Transdanubia occidental, Burgenland, Croacia occidental y partes del noreste de la actual Hungría) permaneció bajo el dominio de los Habsburgo; aunque en un principio independiente, más tarde se convirtió en una parte de la monarquía de los Habsburgo, bajo el nombre informal de Hungría Real. Los emperadores Habsburgo serían a partir de entonces también coronados como reyes de Hungría.
La parte oriental del reino (Partium y Transilvania) se convirtió en un primer momento en un principado independiente, pero poco a poco fue puesta bajo el dominio turco como un estado vasallo del Imperio otomano. El área central restante (la mayor parte de la actual Hungría), incluida la capital de Buda, se convirtió en una provincia del Imperio otomano.